# Alfred N’Diaye
Alfred John Momar N'Diaye (ur. 6 marca 1990 w Paryżu) – senegalski piłkarz francuskiego pochodzenia występujący na pozycji pomocnika w saudyjskim klubie Asz-Szabab Rijad oraz w reprezentacji Senegalu.

## Kariera piłkarska
Alfred rozpoczął grę w piłkę w US Vandœuvre. W wieku 14 lat przeszedł do największego klubu w regionie, AS Nancy. W 2006 podpisał pierwszy profesjonalny kontrakt.

### AS Nancy
N'Diaye zadebiutował w AS Nancy w wieku 17 lat. Wszedł na boisko w drugiej połowie meczu Pucharu Ligi z RC Lens. Był to jego jedyny występ w sezonie 2007/08. W następnym sezonie został przesunięty do pierwszego składu i otrzymał koszulkę z numerem 29. Zadebiutował w lidze w pierwszej kolejce z Lille OSC. Dwa miesiące później zaliczył pierwszy występ od pierwszych minut, przeciwko Paris Saint-Germain. Jego pozytywne występy dały mu miejsce w wyjściowej jedenastce. Zagrał w wygranym 3-0 meczu z Olympique Marsylia.

### Bursaspor
1 lipca 2011 Nancy potwierdziło na stronie internetowej, że klub uzgodnił warunki transferu z tureckim Bursasporem. Umowa została podpisana 3 lipca, a N'Diaye kosztował 2 miliony euro.

### Sunderland
9 stycznia 2013 roku Sunderland pozyskał N'Diaye za 4,7 miliona euro. Otrzymał numer 4 na koszulce. 12 stycznia 2013 zadebiutował na Stadium of Light w wygranym 3-0 meczu z West Ham United.

## Kariera reprezentacyjna
N'Diaye był reprezentantem młodzieżowych reprezentacji Francji. Zagrał na Mistrzostwach Świata U-17, na których dotarł z drużyną do ćwierćfinału. Na Mistrzostwach Europy U-19 w 2009 odpadł w półfinale.
12 października 2013 roku zadebiutował w reprezentacji Senegalu w spotkaniu kwalifikacji do Mistrzostw Świata z Wybrzeżem Kości Słoniowej.